# Suresh Joachim
Arulanantham Suresh Joachim é um canadense de ascendência Tamil no Sri Lanka que tem 57 recordes mundiais quebrados, sendo considerado um dos maiores recordistas de todos os tempos.

## Recordes Mundiais
Em 1991, Joachim descobriu pela primeira vez o Livro dos Recordes.
- Maior tempo equilibrado sobre um pé (22-25 de Maio em 1997)

Joachim ficou equilibrado por 76 horas e 40 minutos no Vihara Maha Devi Park Open Air Stadium, no Sri Lanka.
- Maior distância percorrida carregando um tijolo de 4,5 kg sem luvas e agaichado

Joachim caminhou 126.675 km em volta do shopping Westfield Hornsby em New South Wales, Austrália. Ele não conseguiu na primeira vez, quando o tijolo escorregou e cortou sua mão.